# Ted-Jan Bloemen
Ted-Jan Bloemen (* 16. srpna 1986 Leiderdorp) je kanadsko-nizozemský rychlobruslař.
V roce 2006 se zúčastnil Mistrovství světa juniorů, kde skončil ve víceboji pátý a kde s nizozemským týmem získal zlatou medaili ve stíhacím závodě družstev. Ve Světovém poháru startuje od sezóny 2007/2008, tehdy se také poprvé zúčastnil Mistrovství Evropy (8. místo). V dalších letech byla jeho největším úspěchem čtvrtá příčka z MS ve víceboji 2010. V létě 2014 se rozhodl začít reprezentovat Kanadu (kde se narodil jeho otec), které pomohl získat stříbro ve stíhacím závodě družstev na Mistrovství světa 2015. Na MS 2016 byl členem bronzového týmu ze stíhacího závodu a sám vybojoval stříbrnou medaili na trati 10 km. Zúčastnil se Zimních olympijských her 2018, kde v závodě na 5000 m získal stříbrnou medaili, na distanci 10 km medaili zlatou a ve stíhacím závodě družstev byl sedmý. V sezóně 2017/2018 zvítězil v celkové klasifikaci Světového poháru na dlouhých tratích 5000 m a 10 000 m. Z Mistrovství světa na jednotlivých tratích 2020 si přivezl zlatou medaili z distance 5000 m a stříbro z dvojnásobné tratě. Na MS 2021 vybojoval stříbrnou medaili ve stíhacím závodě družstev. Na Mistrovství čtyř kontinentů 2022 vyhrál distanci 5000 m a stíhací závod družstev a získal stříbro na trati 1500 m. Startoval na ZOH 2022 (5000 m – 10. místo, 10 000 m – 8. místo, stíhací závod družstev – 5. místo).
V roce 2016 získal cenu Oscara Mathisena.